# 25ª Divisione fanteria "Bologna"
La 25ª Divisione fanteria "Bologna" fu una grande unità del Regio Esercito durante la seconda guerra mondiale. Si trattava di una divisione autotrasportabile del tipo Africa Settentrionale, che venne quasi completamente distrutta durante la seconda battaglia di El Alamein, nel novembre 1942.

## Storia

### Origini e costituzione dell'unità
Le origini della divisione Bologna si possono ritrovare nella brigata di fanteria Vittorio Emanuele, che venne costituita nel 1859 nell'ambito dell'allora esercito piemontese.
A partire dal 1926, in seguito alla riforma dell'esercito, questa unità prese il nome di XXV Brigata di Fanteria, inquadrata nella 25ª Divisione Territoriale di Napoli. Tale unità, nel 1934, fu ridesignata Divisione di Fanteria del Volturno composta dai reggimenti di fanteria 40°, 15° Savona e 31° Siena e dal 10º artiglieria da campagna del "Volturno".
Il 27 aprile di cinque anni dopo, divenne la 25ª Divisione fanteria "Bologna". Tale unità inquadrava due reggimenti di fanteria, il 39º ed il 40º, ed uno di artiglieria, il 10º (in seguito verrà sostituito dal 205º).

### La seconda guerra mondiale in Nordafrica
La divisione Bologna venne schierata in nordafrica, al confine con la Tunisia. Poco dopo, terminate le ostilità con la Francia, fu trasferita a sud di Tripoli, dove rimase alla difesa del campo trincerato della città fino ai primi mesi del 1941.
Nel mese di marzo, la Grande Unità prese parte all'offensiva dell'Asse e partecipò all'assedio di Tobruk. Il 5 dicembre, la "Bologna" iniziò il ripiegamento e raggiunse Agedabia.
Nel luglio 1942, con la ripresa delle attività offensive, venne inviata come rinforzo nella zona di El Mireir. Il 30 agosto partecipa alla battaglia di Alam Halfa e, a partire dal 23 ottobre, viene coinvolta nella seconda battaglia di El Alamein. Sottoposta a violenti bombardamenti, la divisione fu costretta a ripiegare il 2 novembre, attestandosi su nuove posizioni. Due giorni dopo, però, riprese le operazioni di ripiegamento cercando di sottrarsi all'accerchiamento. Parte della divisione venne catturata. Successivamente, la Grande Unità continuò a combattere presso Abu Aggag (5 novembre), Fuka (6 novembre) ed infine Marsa Matruk. Qui, la divisione fu sostanzialmente annientata in combattimento il 21 novembre. Quattro giorni dopo, venne ufficialmente sciolta in seguito ad eventi bellici, ma alcuni nuclei riuscirono a sfuggire alla distruzione, continuando a combattere in Tunisia fino al febbraio 1943.

## Ordine di battaglia
- 39º Reggimento fanteria "Bologna"
- 40º Reggimento fanteria "Bologna"
- 205º Reggimento artiglieria

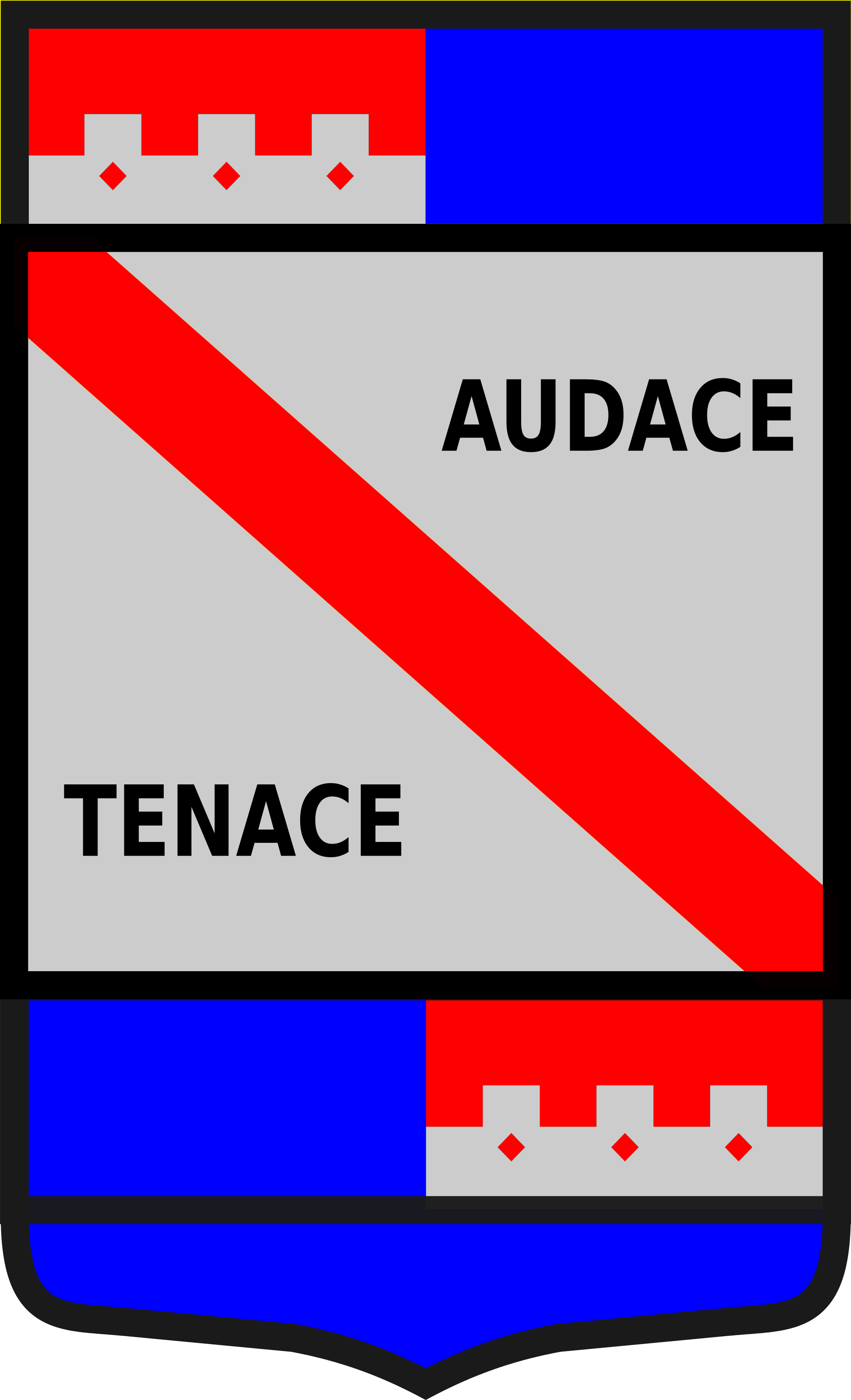
Stemma araldico del 39° Rgt.fanteria "Bologna", 1939

- Un Gruppo di artiglieria contraerea
- Una Sezione di Sanità
- 34ª Sezione panettieri
- 135ª Autosezione mista
- 73ª Sezione CC.RR.
- 58º Ufficio Posta Militare

## Comandanti
- Generale Giuseppe Pafundi
- Generale Roberto Lerici
- Generale Pietro Maggiani
- Generale Mario Marghinotti
- Generale Carlo Gotti
- Generale Alessandro Gloria